# Grupa Systemów Komunikacji i Informacji NATO NCISG
Grupa Systemów Komunikacji i Informacji NATO (ang. NATO CISGROUP) – struktura dowodzenia NATO podległa Dowództwu Sił Sojuszniczych NATO ds. Operacji ACO.

## Charakterystyka
Grupa Łączności NATO jest odpowiedzialna za rozmieszczenie wszystkich mobilnych środków systemów komunikacji i informacji w operacjach i ćwiczeniach. Jest organem koordynującym i wspierającym C2 w danej operacji. Podlega Dowództwu Sił Sojuszniczych NATO ds. Operacji ACO. Siedziba dowództwa grupy znajduje się w Mons w Belgii. W swojej strukturze grupa posiada trzy bataliony łączności.  

## Struktura organizacyjna
W 2013. 
- Dowództwo Grupy Łączności NATO – Mons
- 1 batalion łączności  – Wesel (Niemcy)
- 2 batalion łączności  – Grazzanise (Włochy)
- 3 batalion łączności  – Bydgoszcz (Polska)[2]
  - dowództwo (HQ) – Bydgoszcz
  - Mobilny Zespół Łączności DCM-A – Bydgoszcz
  - kompania zabezpieczenia i wsparcia M&SCoy – Bydgoszcz
  - Mobilny Zespół Łączności DCM-B – Lipnik nad Bečvou w Czechach
  - Mobilny Zespół Łączności DCM-C – Ružomberok na Słowacji
  - Mobilny Zespół Łączności DCM-D – Wilno na Litwie
  - Mobilny Zespół Łączności DCM-E – Szekesfehervar na Węgrzech
  - Mobilny Zespół Łączności DCM-F – Izmir w Turcji